# Pest (švédská hudební skupina)
Pest (v překladu z angličtiny škůdce) je švédská black metalová hudební skupina ze Stockholmu založená v roce 1997 dvojicí hudebníků s pseudonymy Necro (C. Eskilsson – vokál, kytara, bicí) a Equimanthorn (Martin Sällström – kytara, baskytara). Hraje tzv. raw black metal, syrový black metal bez příkras. 

Mezi témata kapely patří smrt, misantropie, satanismus, nenávist.
První demo kapela nahrála na čtyřstopý rekordér v roce 1998, nebylo ale vydáno. První oficiální demo In Eternity Skyless vyšlo v roce 1999 vlastním nákladem pouhých 50 kusů. Debutové studiové album s názvem Desecration vyšlo v roce 2003 u německého vydavatelství No Colours Records.

## Logo
Kapela používá na obalech svých hudebních nosičů několik verzí loga. Jedno z nich je nápis PEST velkými písmeny (na minialbu Black Oath c/w Morbid Revelations).  Na starších nahrávkách se vyskytuje grafické ztvárnění loga Pest obsahující obrácený kříž.  Na některých pozdějších albech (např. na EP Evil Return) je toto logo doplněno pavučinou a rozpínajícími se netopýřími/ďábelskými křídly.

## Diskografie
Demo nahrávky
- In Eternity Skyless (1999)
- Black Thorns (1999)

Promo nahrávky
- Desecration (2003) – advance tape

Studiová alba
- Desecration (2003)
- In Total Contempt (2005)
- Rest in Morbid Darkness (2008)
- The Crowning Horror (2013)

EP
- Blasphemy Is My Throne (2002)
- Dauðafærð (2004)
- Evil Return (2006)
- Black Oath c/w Morbid Revelations (2013)